# フランクフルト中央駅
フランクフルト（マイン）中央駅（フランクフルトちゅうおうえき、ドイツ語: Frankfurt (Main) Hauptbahnhof）は、ドイツ・ヘッセン州南部の都市フランクフルト・アム・マインにある、ドイツ鉄道の駅。フランクフルト (オーダー)の駅と区別するため、正式には「（マイン）」を付けるが、混同のおそれのない場合には単にフランクフルト中央駅（Frankfurt Hauptbahnhof）と呼ばれる。
ヨーロッパ屈指の規模のターミナル駅であり、1日の乗降客数は約35万人とドイツの鉄道駅ではハンブルク中央駅に次いで多く、フランクフルトのみならずドイツ西部の交通網の中心となっている。地下にはSバーン（近郊電車）とUバーン（地下鉄）が乗り入れる。また駅前には路面電車とバスの停留所がある。

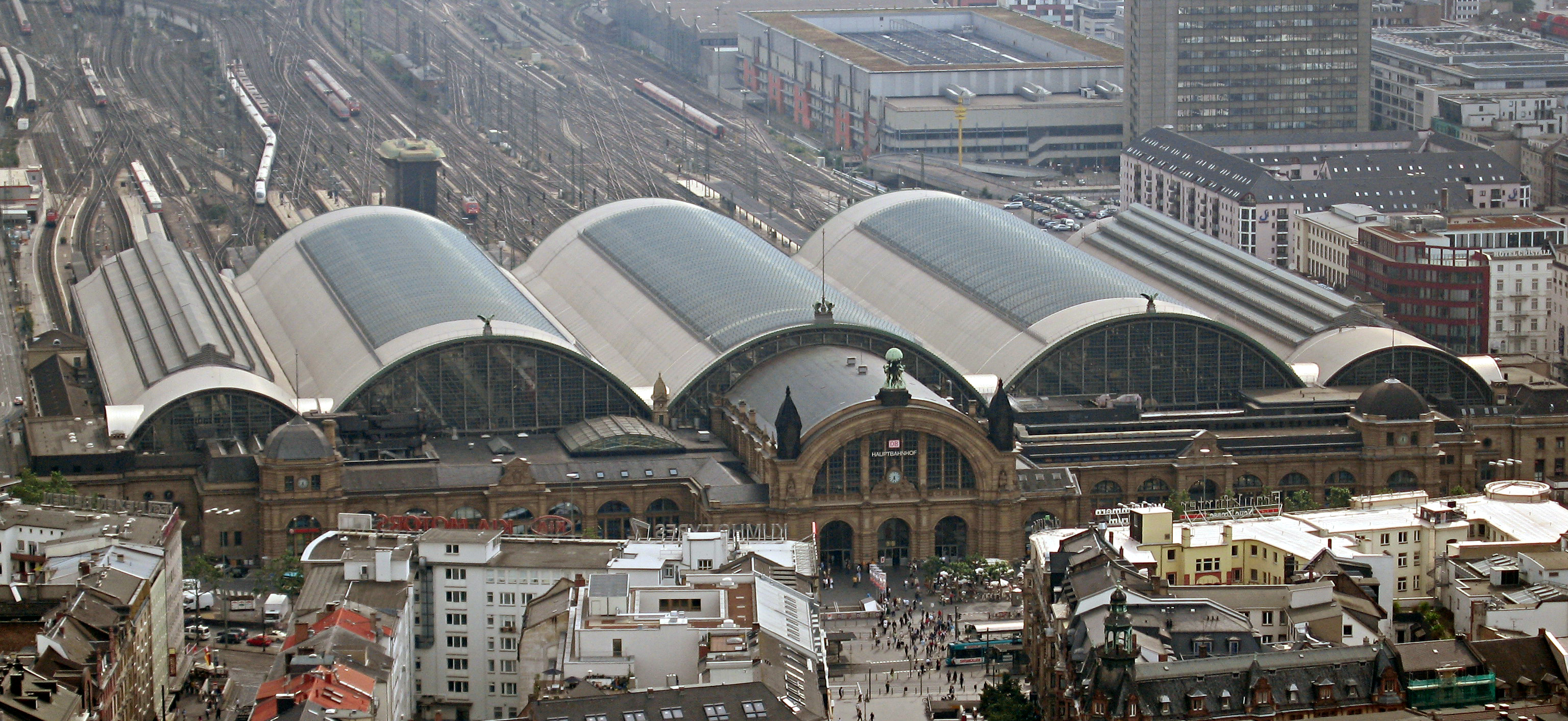
フランクフルト中央駅全景

## 乗り入れる路線・列車

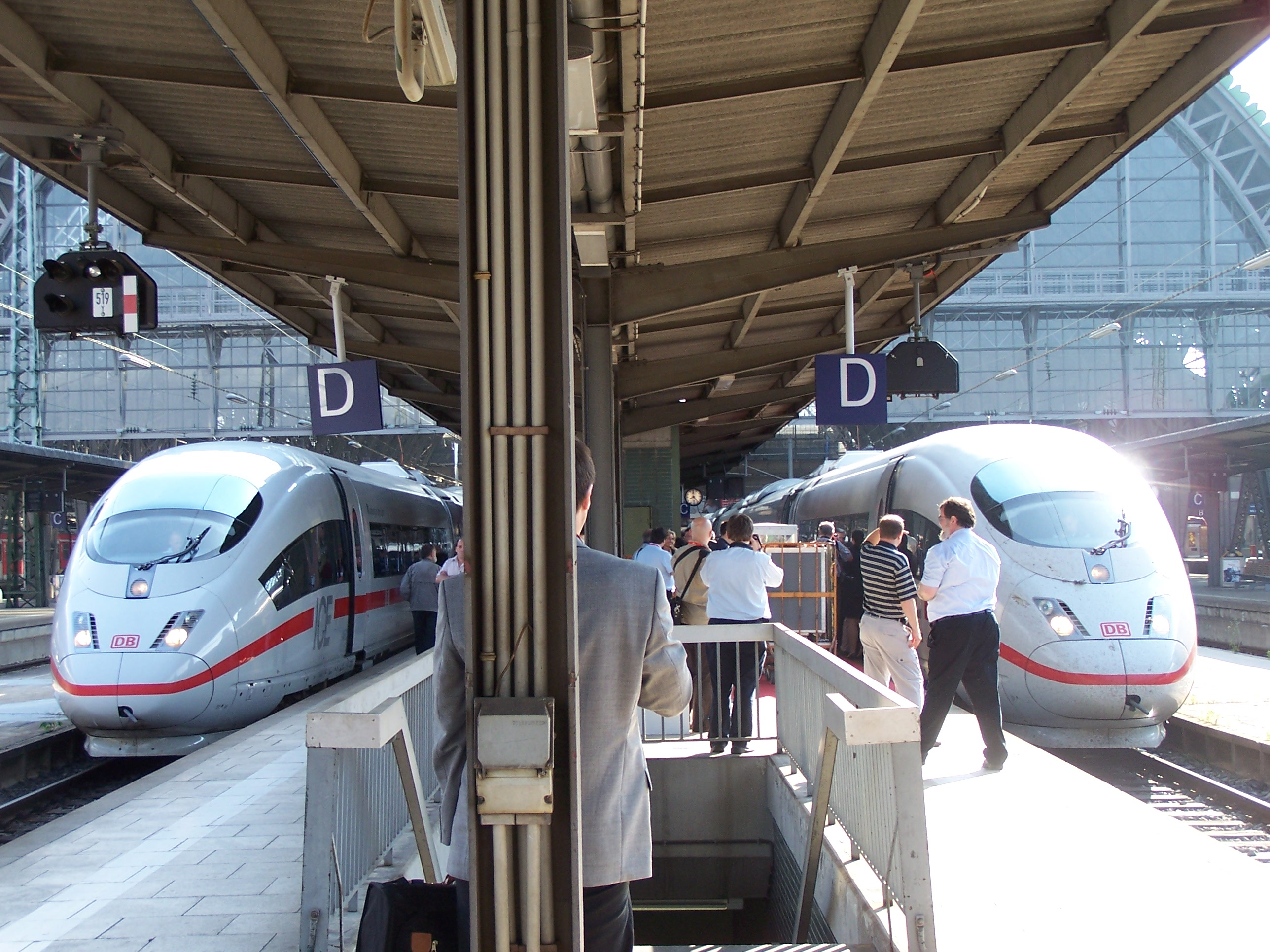
パリ東駅行きICEの一番列車（2007年6月10日）

ICEの全22系統のうち、アムステルダム、ブリュッセル、パリ、バーゼル、ウィーンへ行く国際列車を含む10系統が乗り入れている。このほかインターシティ（IC）やユーロシティ（EC）によりドイツ各地や近隣国の主要都市と結ばれている。
また、インターレーギオエキスプレス（IRE）、レギオナルエキスプレス（RE）、レギオナルバーン（RB）も発着する。
なお、容量不足などの理由により、フランクフルトを経由する長距離列車の一部はこの駅に乗り入れておらず、フランクフルト空港駅やフランクフルト南駅にのみ停車する。
一方Sバーンはすべての路線が乗り入れている。S7のみは中央駅が起点であり地上ホームに乗り入れるが、その他のS1～S6、S8、S9は地下ホームに発着する。
またUバーンのうちU4系統とU5系統が乗り入れる。

## 駅構造

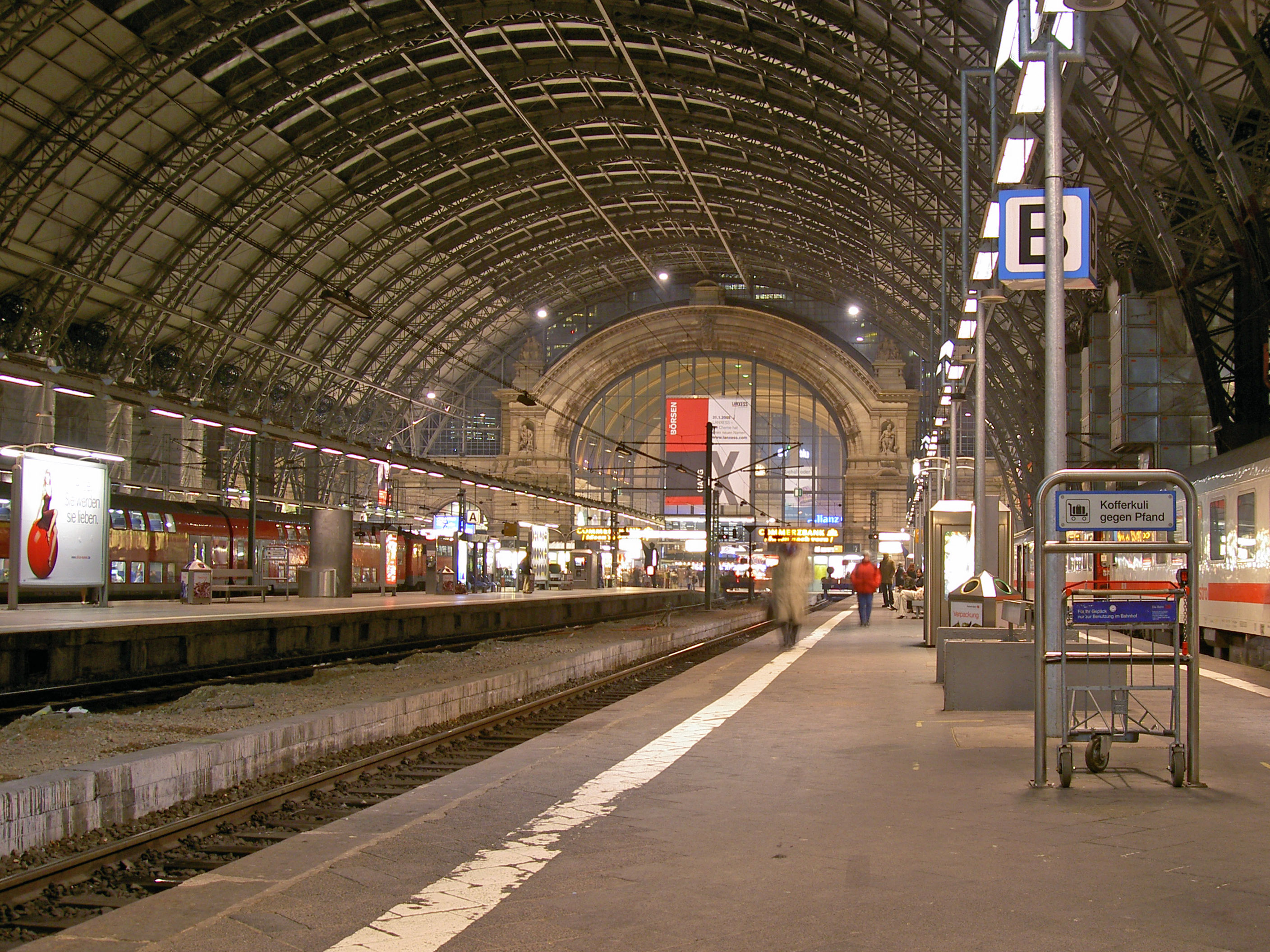
地上ホーム

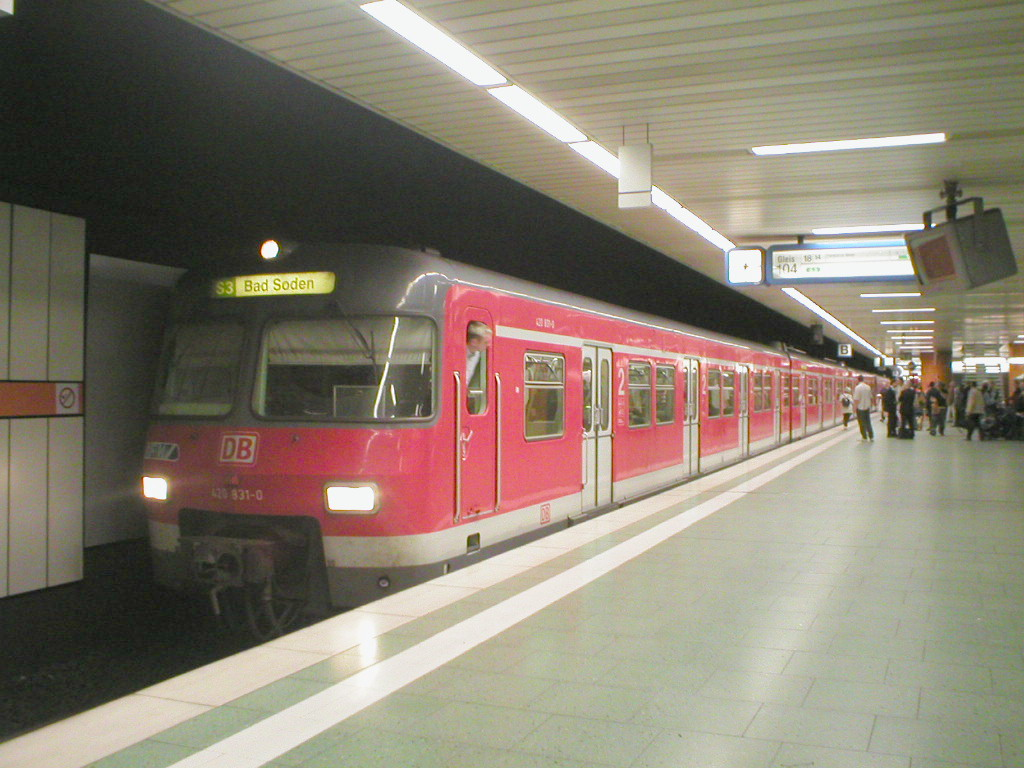
Sバーンホーム

### 地上駅
東側が行き止まりの頭端式ホームが24線あり、頭上をかまぼこ状の大屋根（トレイン・シェッド）が覆う。
駅の西側には多数の留置線などがあり、西のヴィースバーデン方面への路線、Sバーンと共に南西へマイン川を渡ってフランクフルト空港駅やマンハイム方面へ向かう路線、南側へマイン川を渡りフランクフルト南駅（ドイツ語: Bahnhof Frankfurt (Main) Süd）へ向かう路線、北へフランクフルト西駅（ドイツ語: Bahnhof Frankfurt (Main) West）を経由してカッセル方面へ向かう路線など、大きく分けて4方向に向かう線路が立体交差を描きながら分岐する。
駅舎はホームの東側にあり、3駅を統合した歴史的経緯から3つのファサードを持つ。現在では中央のファサードがメインのエントランスとして使用されており、南側は飲食店に、北側は飲食店とコインロッカーに転用されている。駅舎中央部に旅行センター(Reisezentrum)とDBラウンジが設置されている。

### Sバーン
地下に東西方向に島式ホーム2面4線がある。西側は進行方面別に分かれた出口を持ち、すぐに地上に出て地上駅発の路線と合流する。東側は中心地を横断する地下線へ続く。

### Uバーン
地上駅の東側、駅前広場の地下に南北方向にUバーンの中央駅（Hauptbahnhof）がある。B線とD線が交差する設計のためホームは4線設置されているが、現在は3線のみが使われ、U4系統が使用している。U5系統は2023年末から区間運休し、当駅への乗り入れを中止しているが、B線のオイローパ地区方面延伸工事の完了後は再び乗り入れる予定である。最も東側の1線は消防訓練用に利用されている。

### 路面電車
駅前広場の地上に中央駅停留所がある。スタジアムでの催事開催時に2編成併結の20系統が運行されるため、2編成が縦列停車可能となっている。また南側および長距離バス停留所にも普段は使われていない乗り場があり、マラソン開催時などの通常運行が不可能な際に利用される。

## 歴史

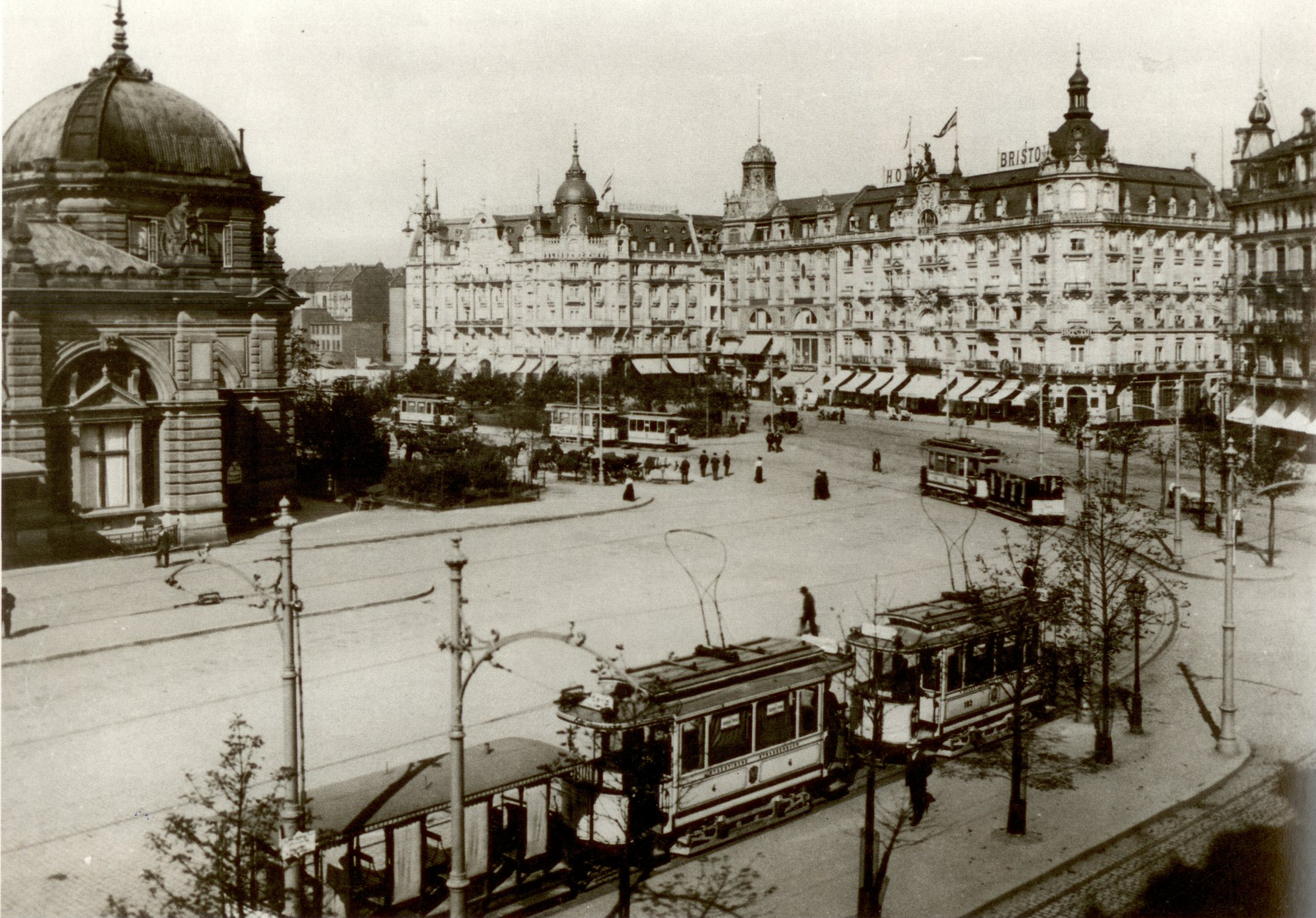
1903年の駅前

フランクフルトでは19世紀中頃に鉄道が開通したが、当初駅は方面別にいくつかに分かれていた。
- タウナス駅（1839年） - タウナス鉄道（ヴィースバーデン方面）
- マイン・ネッカー駅（1848年） - マイン・ネッカー鉄道（ダルムシュタット、ハイデルベルク、マンハイム方面）
- ヴェーゼル駅（1852年） - ヴェーゼル鉄道（カッセル方面）

これらの駅を統一し、1888年8月18日にフランクフルト中央駅（当初のドイツ語名はCentraal Bahnhof Frankfurt）が開業した。
1924年には駅が南北に拡張されホーム数は24線となり、また駅舎も増築された。
1956年には乗り入れる全路線が電化された。
1978年5月23日にSバーン用の地下ホームが開業。5月28日に駅前広場の地下にUバーンの駅が開業した。このとき駅前広場には地下街と防空壕、地下駐車場が設けられた。
20世紀末には、地上ホームをすべて地下に移して東方向にも直通可能な構造とし、地上には超高層ビル街を建設するという「フランクフルト21」計画があったが、実現しなかった。
2018年にフランクフルト長距離列車トンネル（ドイツ語: Fernbahntunnel Frankfurt am Main）の計画が発表された。当駅地下に新たな長距離列車用トンネルを建設し、通過型配線の地下ホームを新設する計画である。実現すると当駅を経由するICEは同路線経由になり、特に従来マイン川を渡って進行方向を変えていたベルリン、ミュンヘン方面からの便が東側から直接当駅へ乗り入れることができるようになるほか、折り返しが不要となるため運行がスムーズになり、所要時間の短縮、定時性の向上が見込まれている。

## 姉妹駅協定

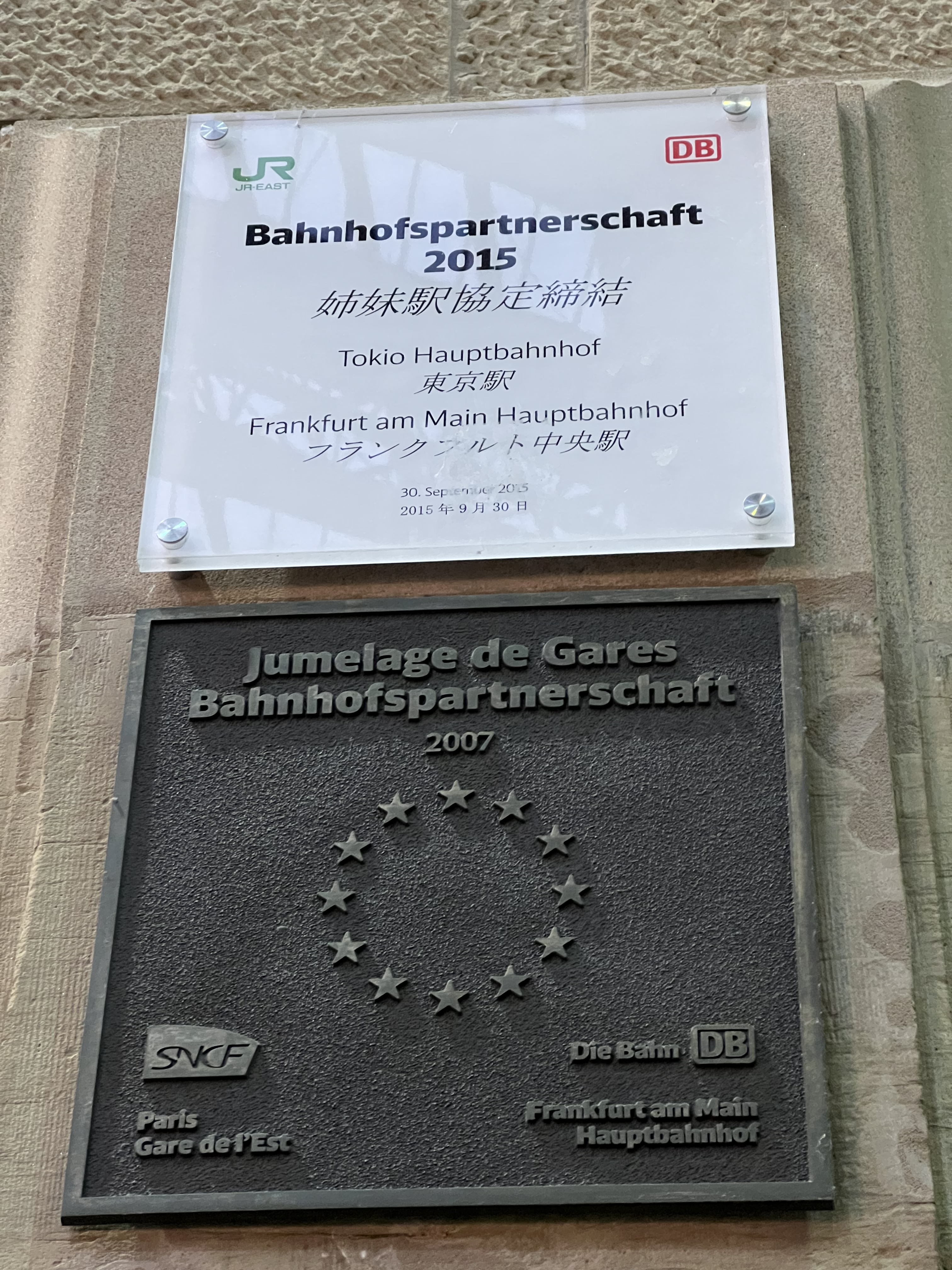
姉妹駅協定締結記念プレート

2007年にはパリ東駅と、2015年には東京駅と姉妹駅協定を締結している。

## 駅周辺
フランクフルトの中心部は駅の東にあり、駅前からはカイザー通りが通じている。
駅の北にはメッセ・フランクフルト（見本市会場）がある。同会場には多くの出入口があるが、Uバーン及び路面電車でシティエントランスへ、Sバーンでトーアハウスエントランスへアクセス可能である。
- 東横INNフランクフルト中央駅前（ヨーロッパで初となる東横INN。2017年3月14日開業）